# Карагаш (казахский род)
Карагаш (каз. Қарағаш) —  казахский род. По казахскому шежире (родословной), не входит в состав трёх казахских жузов. Казахи Рода Карагаш сформировались в XVIII веке на территории Западно-Казахстанской области Республики Казахстан. За несколько веков совместного сосуществования на территории младшего жуза они переплелись с многочисленными родственными, культурными и духовными связями.

## Происхождение
В 1776 г. казахскому правителю Нуралы-хану о принятии в свое подданство с коллективным прошением обратилось общество карагашей Нижнего Поволжья.
Так, в 1774 г. в связи с общим неустройством быта Карагашей в Красноярском уезде Астраханской губернии возникла даже угроза их ухода в казахские степи, о чём рапортовал управляющий над ними капитан-мулла Абдулла Жангуршин.
С момента присоединения Букеевской орды в 1801 г. устанавливаются более тесные отношения карагашей с казахами. Вопросы разграничения земель между ними обстоятельно рассмотрены в статье известного исследователя Э. Ш. Идрисова. Интересным аспектом взаимоотношений карагашей с казахами является факт того, что в состав Букеевской орды были включены представители карагашей. По данным ученого из Казахстана Н. Курумбаева причиной появления карагашей в Букеевской Орде является приглашение их ханом Джангиром для постройки домов в Ханской ставке «Хан Ордасы» (в местном произношении — Урда). Приближенность карагашей к казахским ханам, а также возможные близкие родственные отношения, подтверждают надгробные кулпытасы (надгробные стелы), которые расположенные на одном холме вместе с могилой хана Жангира. Им тоже были выделены земли (Нарынбай, Сарсемали, Бабай сад), но бии были против этого, тогда их причислили к ханским толенгутам. Принадлежность их к туленгутскому роду подтверждает и то, что у них была схожая тамга (тамга в форме тарак).
Этнокраевед из г. Уральска А. Ш. Курумбаев, опираясь на эпиграфический материал, доказал, что карагаши, перешедшим в орду, была присвоена туленгутская тамга.
Карагашев местное население прозвало «балташы», что в переводе означает топор, и само слово можно перевести как «плотник». Сами карагаши также утверждают, что их предки построили большинство деревянных домов в Ханской ставке.
Занятие плотницким делом, работой по металлу, бахчеводство сохранилось у них и сегодня. Сейчас в Бокейординском районе в поселках Урда, Сайхин, Карасу живут потомки карагаш-татаров. Они считают себя казахским родом карагаш и некоторые исследователи и историки приписывают их к младшему жузу.
На границе Астраханской области Российской Федерации с Атырауской областью Казахстана расположено ногайское село Малый Арал и соседнее казахское село Байбек, где наблюдается тесное переплетение, ногайской и казахской культур, а также языков, что в итоге способствовало тесным брачным отношениям жителей этих населенных пунктов. В свое время казахский султан Букей Нуралиев и проповедник Сеит-баба (Полное его имя — Саид бин Кулвай Саид Гали (примерно 1742-1812), карагаш из рода Сейд-алтаяк) имели тесное духовное общение при жизни, а после смерти на их могилах, расположенных у села Малый Арал, был устроено святое место, как дань уважения этим людям.
Необходимо отметить тот факт, что рода (ру) «Карагаш» и «Каракалпак/Калпак» стали пониматься как самостоятельные «Букеевские ру».
Часть представителей рода Каракалпак/Калпак вошла в состав Карагашей:
Сколько времени не прошло, сколько поколений сменилось их антропологические особенности сохранилось, те же зеленовато-желто-карие глаза, высокий рост. Данная антропология связана с тем, что в состав Карагашей присоединилась группа из рода Каракалпак/Калпак (пензенских, мишарских и казанских татар).
Карагаши старшего поколения ещё в нач. 70-х гг. XX и. помнили о нескольких переселениях этих «каракалпаков/калпаков» в их аулы, последнее из которых произошло в 1890г. Переехавшие поселились и их потомки проживают сейчас в сс. Сеитовка, Ланчуг и Лапас. Семьи их тогда вступали в карагашское общество — в с. Сеитовка приписались к роду Шобалатчи-Найман. «Приехали откуда-то, говорили как по-казахски, и арба была на казахский манер — четыре колеса, крытая», — сообщали информаторы.
Полевой материал В. М. Викторина (и наш собственный. — Р.И.) указывает на то, что часть каракалпаков/калпаков была принята в состав карагашей рода найман [5, с. 20; 18].

В Астраханской области Карагаши являются отдельным этносом, в раннем формировании данного этноса принимали участия такие племена как: Найманы (общий), Найманы (казахи), Жагалбайлы (казахи) и др.

## Расселение
В настоящее время, представители казахского рода карагаш преимущественно проживают на территории Западно-Казахстанской области (Хан Ордасы) и Атырауской области Республики Казахстан, а также Астраханской области Российской Федерации.

## ДНК
У казахских Карагашей встречается гаплогруппа C2, С2 М48, J2b, N1c, R1b и G1

## Состав подрода, тамга и уран
| Род (племя) | Подрод            | Тамга (родовой знак) | Уран (родовой клич) | Численность рода |
| ----------- | ----------------- | -------------------- | ------------------- | ---------------- |
| Карагаш     | Найман            | m Тарак              | Алаш                | ≈ 2 200          |
| Карагаш     | Баганалы-Тобетпес | m Тарак              | Алаш                | ≈ 2 200          |
| Карагаш     | Жана-Найман       | m Тарак              | Алаш                | ≈ 2 200          |
| Карагаш     | Жагалбайлы        | m Тарак              | Алаш                | ≈ 2 200          |
| Карагаш     | Шобалатчи-Найман  | m Тарак              | Алаш                | ≈ 2 200          |